# Andy Rubin
Andrew E. Rubin, ou Andy Rubin (Chappaqua, 1962), é um desenvolvedor, programador e executivo estadunidense. É o co-fundador da Danger Inc. e o criador do sistema operacional Android. Rubin possui 17 patentes de invenções relacionadas a produtos de tecnologia da informação.
Também foi engenheiro da Apple e executivo da Google até 30 de outubro de 2014, quando deixou a empresa para iniciar uma incubadora para startups de hardware.